# Nissan Mixim
O Mixim é um carro-conceito compacto da Nissan totalmente elétrico, e utiliza baterias de iões de lítio, ligadas a dois motores elétricos, um responsável pelo eixo de rodas dianteiro e o outro pelo eixo traseiro.
O Mixim tem 3,60 metros de comprimento e peso de 1.000 quilos.
O condutor assenta-se ao centro do veículo, e dois passageiros um em cada lado. O porta-malas do veículo pode acomodar um quarto passageiro.
O Mixim é a primeira mostra do programa "Nissan Green Program 2010" e pode não ser comercializado, mas já mostra como a Nissan está pensando em seus carros ecologicamente corretos.